# Tom De Mul
Tom De Mul, född 4 mars 1986 i Kapellen, är en belgisk före detta fotbollsspelare, som senast spelade för Sevilla FC i La Liga.
De Mul inledde sin karriär i det belgiska laget KFC Germinal Beerschot och värvades 2001 till AFC Ajax ungdomslag och började spela för A-laget 2003. 2005 blev han utlånad till Vitesse Arnhem och spelade en till säsong med Ajax innan han skrev på ett femårskontrakt för Sevilla FC. Även i Sevilla har han blivit utlånad 2009 till KRC Genk och 2010 till Standard Liège.